# フィンランド公
フィンランド公（典: hertig av Finland）は、1284年から1606年までのスウェーデン＝フィンランド（スウェーデン王国）におけるフィンランドの領主としての称号。
北方十字軍後期にフィンランド南部を勢力下に治めたスウェーデンの王族及び貴族によって使用されたが、1581年にフィンランド公に代わり、フィンランド大公が君主号として用いられるようになったため、1606年を最後に使用されることはなくなった。フィンランド公ヨハン（後のスウェーデン王ヨハン3世）は、城塞トゥルク城に居を構え、トゥルクは事実上、フィンランド公領の首都として機能していた（トゥルクは、カトリック教会の司教座が置かれており、古くからフィンランドの中心都市でもあった）。

## 主なフィンランド公
- ベンクト・ビルイェルッソン（1284年 - 1291年） - スウェーデン王ビルイェル・ヤールの子
- ヴァルデマール・マグヌッソン（1302年 - 1317年） - スウェーデン王マグヌス3世の子
- ベンクト・アルゴットソン（1355年 - 1357年?） - スウェーデン王マグヌス4世寵臣
- ヨハン3世（1556年 - 1568年） - スウェーデン王グスタフ1世の子
- エステルイェートランド公ヨハン（1590年 - 1606年） - スウェーデン王ヨハン3世の子